# Polyosma linearibractea
Polyosma linearibractea är en tvåhjärtbladig växtart som beskrevs av Merrill. Polyosma linearibractea ingår i släktet Polyosma och familjen Escalloniaceae. Inga underarter finns listade i Catalogue of Life.